# Myioparus
Genre
Myioparus est un genre de passereaux de la famille des Muscicapidae. Il regroupe deux espèces d'Afrique subsaharienne,

## Liste des espèces
Selon la classification de référence du Congrès ornithologique international (version 8.1, 2018) :
- Myioparus griseigularis (Jackson, 1906) — Gobemouche à gorge grise, Parisome à gorge grise
  - Myioparus griseigularis griseigularis (Jackson, 1906)
  - Myioparus griseigularis parelii (Traylor, 1970)
- Myioparus plumbeus (Hartlaub, 1858) — Gobemouche mésange
  - Myioparus plumbeus catoleucus (Reichenow, 1900)
  - Myioparus plumbeus orientalis (Reichenow & Neumann, 1895)
  - Myioparus plumbeus plumbeus (Hartlaub, 1858)